# Posilovač 4000
Posilovač 4000 (v anglickém originále Weight Gain 4000) je druhý díl první řady amerického komediálního animovaného televizního seriálu Městečko South Park.

## Děj
Eric vyhrál cenu o nejlepší esej na téma zachraňte naší planetu. Cenu mu má přijet předat Kathie Lee Giffordová. Starostka se to dozví a požádá Erica o lepší postavu. Eric uvidí reklamu v televizi na proteiny a jde si je koupit. Starostka mezitím vyzdobí s občany město a naštve se na Garrisona za špatné ale věrohodné vystoupení žáků v divadelní hře o historii města. Zbaví ho režie představení kvůli neoblibě ke Kathie Lee Giffordové, a tak si jde pan Garrison nakoupit zbraň. Wendy, která měla povedenou esej, šla do školy potají zjistit, zda Eric nepodváděl. Vyruší jí však pan Garrison, když se svěří panu Kloboukovi, že se rozhodne zabít Giffordovou při udělování ocenění. Panu Garrisonovi totiž kvůli ní utekla kdysi dávno první cena v soutěži talentů. V osudný den ho ve strarém skladišti knih Wendy a Stan našli, ale nerozmluvili mu to. Garrison vystřelí, ale než kulka trefí Giffordovou, na pódium si stoupne Eric, který kvůli svým proteinům výrazně přibral, čímž jí vystřelí do vzduchu a kulka trefí Kennyho. Ten kvůli síle nárazu též vyletí, ale spadne hlavou na ostrý vrchol stožáru a zemře. Eric se nakonec dostane do televize, jak si přál. V pořadu Geraldo se objeví nikoliv díky své kopii díla Walden ale své nadměrné váze, která mu zabraňuje opustit domov.